# Lundby Mose
Lundby Mose und Sværdborg Mose sind benachbarte Sumpfgebiete bei Køng im Süden der Insel Seeland in Dänemark und für ihre vielen nacheiszeitlichen Wohnplätze und seit 1999 für sechs Elchknochendepots bekannt.
Die Mehrheit der Funde stammt von den klassischen Maglemosefundstellen Lundby I-III und Sværdborgbopladsen (9000-6.400 v. Chr.). Zum Zeitpunkt ihrer Nutzungen waren Auerochsen, Elche und Rothirsche verbreitet. Hunderte von Harpunenfunden zeigen, dass auch Fisch, vermutlich Hecht, gejagt wurde.
Eine völlig neue Fundart im Lundby Mose und in diesem Kulturmilieu sind depotartig niedergelegte Elchknochen, die ausgegraben und auf etwa 9.200 v. Chr. datiert wurden. Die Elchknochen von einem oder mehreren Tieren (in den Depots 1–4) haben Schnittmarken und fast alle sind gespalten worden, um das Mark zu gewinnen. Die Knochen wurden wahrscheinlich geopfert und in den damals hier liegenden, inzwischen vermoorten See verbracht. Da sie jeweils eng beieinander aufgefunden wurden, liegt die Vermutung nahe, dass die Knochen gebündelt niedergelegt wurden. Anders war Depot 5: Hier lagen die aufgebrochenen Knochen von Elch, Pferd, Reh und Rothirsch eng beieinander. Vom Elch fanden sich ein kompletter Oberkörper und drei Langknochen, von denen einer Bearbeitungsspuren zeigte. Beim Elchoberkörper und den Langknochen scheint es sich um ein Fleisch- und Rohmaterialdepot zu handeln, das später geborgen werden sollte. Dafür spricht auch die Lage dieser Deponierung nahe am ehemaligen Ufer. Die sechste Deponierung unterscheidet sich ebenfalls: Intakte Knochen eines Elchs waren über wenige Quadratmeter verstreut. Vermutlich wurden bewusst Fleischteile niedergelegt.
In den Elchknochendeponierungen kommen kaum Artefakte vor. In Depot 1 lag eine Queraxt aus Elchgeweih, die Parallelen zu frühmesolithischen Fundstellen in Norddeutschland aufweist und eine Leitform der Maglemose-Kultur darstellt. Eindrucksvoll ist ein Fund aus Depot 3. Das Fragment einer Pfeilspitze steckte im Brustbein des Elches. Deshalb ist es schwierig, den Typ zu bestimmen; wahrscheinlich handelt es sich um einen an der Spitze retuschierten Mikrolithen. Ähnliche Projektile wurden beim Auerochsen bei Vig entdeckt, der im Präboreal von frühmesolithischen Jägern erlegt worden war, dann aber im Moor versank. In Depot 5 fanden sich einige Feuersteinklingen.
Die Pollenanalysen und 14C-Datierungen stellen Depot 6 und das Querbeil aus Depot 1 an den Beginn des Holozäns, und zwar in die Zeit vor dem kurzen präborealen Kälterückschlag um 9200 v. Chr. Damit repräsentiert Lundby Mose nicht nur die älteste Maglemose-Fundstelle Dänemarks, die Befunde sind auch älter als so bekannte (frühmesolithische) Fundstellen wie Duvensee in Schleswig-Holstein, Friesack in Brandenburg und Star Carr in England. Die deponierten Elchknochen zeigen zudem, dass der Elch schon bald nach dem Ende der Jüngeren Dryaszeit das Rentier als Hauptjagdwild abgelöst hatte und Dänemark am Übergang zur Nacheiszeit kein menschenleeres Gebiet war. Der nächste Maglemose-Siedlungsplatz im Lundby Mose befindet sich über 100 m von dem Toteisloch der Elchfunde entfernt. Es ist bislang nicht gelungen, eine Verbindung zwischen Wohnplatz und Deponierungen herzustellen. Der Toteisteich lag abseits der Siedlung und war von dort aus vermutlich nicht zu sehen.